# 原田工業
原田工業株式会社（はらだこうぎょう、英：HARADA INDUSTRY CO., LTD.）は、東京都品川区に本社を置く、車載アンテナメーカーである。

## 沿革
- 1947年（昭和22年）11月 - 原田次郎が神奈川県横浜市にて有限会社原田電機製作所として創業。
- 1956年（昭和31年）4月 - 事業所を東京都港区芝浜松町に移転。
- 1958年（昭和33年）3月 - 自動車用アンテナメーカーとして、資本金100万円をもって原田工業株式会社を設立。
- 1960年（昭和35年）10月 - 本社を東京都品川区南大井四丁目20番6号に移転。
- 1970年（昭和45年）4月 - 岩手県に松川原田工業株式会社を設立。
- 1972年（昭和47年）7月 - 本社を東京都品川区南大井四丁目17番13号に移転。
- 1985年（昭和60年）7月 - 新潟県に新潟ハラダ工業株式会社を設立。
- 1995年（平成7年）4月 - 日本証券業協会に株式を店頭売買有価証券として登録
- 2004年（平成16年）12月 - 日本証券業協会への店頭登録を取消し、株式会社ジャスダック証券取引所に株式を上場。
- 2010年（平成22年）4月 - ジャスダック証券取引所と大阪証券取引所の合併に伴い、大阪証券取引所JASDAQに上場。
- 2011年（平成23年）11月 - 本社を大森ベルポート（現在地）に移転。
- 2012年（平成24年）4月 - 日本アンテナ株式会社の自動車用アンテナ事業及び同社の海外子会社を譲受け[1]。
- 2013年（平成25年）7月 - 東京証券取引所と大阪証券取引所の統合に伴い、東京証券取引所JASDAQ（スタンダード）に株式を上場。
- 2017年（平成29年）11月 - 東京証券取引所市場第二部へ市場変更。
- 2018年（平成30年）9月 - 東京証券取引所市場第一部へ市場変更[2]。
- 2023年（令和5年）10月 - 東京証券取引所スタンダード市場へ市場変更

## グループ会社
- 上海原田新汽車天線有限公司（中国）
- 大連原田工業有限公司（中国）
- HARADA INDUSTRIES VIETNAM LIMITED（ベトナム
- HARADA AUTOMOTIVE ANTENNA (PHILIPPINES), INC.（フィリピン）
- HARADA Asia-Pacific Ltd.（タイ）
- HARADA INDUSTRY OF AMERICA, INC.（アメリカ）
- HARADA INDUSTRIES (MEXICO), S.A. DE C.V.（メキシコ）
- HARADA INDUSTRIES (EUROPE) LIMITED（イギリス）
- 台湾原田投資股份有限公司（台湾）
- GIS JEVDAX PTE LTD.（シンガポール）